# Álvaro Domínguez Soto
Alvaro Domínguez Soto (Madrid, 16 mei 1989) is een Spaans voormalig voetballer die bij voorkeur als verdediger speelde. Hij kwam van 2008 tot en met 2016 uit voor achtereenvolgens Atlético Madrid en Borussia Mönchengladbach. Domínguez speelde in 2012 twee keer in het Spaans voetbalelftal.
Domínguez stopte in december 2016 op 27-jarige leeftijd met voetballen vanwege aanhoudende rugproblemen. Hij had op dat moment twintig maanden niet meer gespeeld.

## Clubcarrière
Domínguez werd in 1999 opgenomen in de jeugdopleiding van Real Madrid. Die verruilde hij twee jaar later voor die van Atlético Madrid. Van daaruit stroomde hij door naar achtereenvolgens Atlético Madrid C en Atlético Madrid B. Domínguez maakte op 22 oktober 2008 zijn officiële debuut in het eerste elftal, in een UEFA Champions League-wedstrijd tegen Liverpool. Hij speelde op 26 oktober 2008 zijn eerste wedstrijd in de Primera División, tegen Villarreal. Domínguez won in 2010 en 2012 met Los Colchoneros de UEFA Europa League.

## Clubstatistieken
| Seizoen | Club                     | Competitie       | Duels | Goals |
| ------- | ------------------------ | ---------------- | ----- | ----- |
| 2008/09 | Atlético Madrid          | Primera División | 3     | 0     |
| 2009/10 | Atlético Madrid          | Primera División | 26    | 0     |
| 2010/11 | Atlético Madrid          | Primera División | 19    | 2     |
| 2011/12 | Atlético Madrid          | Primera División | 28    | 3     |
| 2012/13 | Borussia Mönchengladbach | Bundesliga       | 30    | 2     |
| 2013/14 | Borussia Mönchengladbach | Bundesliga       | 21    | 1     |
| 2014/15 | Borussia Mönchengladbach | Bundesliga       | 24    | 0     |
| 2015/16 | Borussia Mönchengladbach | Bundesliga       | 6     | 0     |

## Interlandcarrière
In juni 2011 werd Domínguez met Spanje Europees kampioen op het EK onder-21. Hij debuteerde op 26 mei 2012 in het Spaans nationaal elftal, in een oefeninterland tegen Servië. Vier dagen later speelde hij zijn tweede en laatste wedstrijd voor het Spaans voetbalelftal, tegen Zuid-Korea. Domínguez nam met het Spaans olympisch voetbalelftal onder leiding van bondscoach Luis Milla deel aan de Olympische Spelen 2012 in Londen.

## Erelijst
| Competitie            |                 |                  |                 |                 |
| Competitie            | Aantal          | Jaren            |                 |                 |
| Atlético Madrid       | Atlético Madrid | Atlético Madrid  | Atlético Madrid | Atlético Madrid |
| --------------------- | --------------- | ---------------- | --------------- | --------------- |
| UEFA Europa League    | 2x              | 2009/10, 2011/12 |                 |                 |
| UEFA Super Cup        | 1x              | 2010             |                 |                 |
| Spanje -21            |                 |                  |                 |                 |
| Europees kampioen -21 | 1x              | 2011             |                 |                 |

1 De Gea ·
2 Azpilicueta ·
3 Domínguez ·
4 J. Martínez ·
5 I. Martínez ·
6 Alba ·
7 Adrián ·
8 Muniain ·
9 Rodrigo ·
10 Mata ·
11 Koke ·
12 Montoya ·
13 Botía ·
14 Romeu ·
15 Isco ·
16 Tello · 
17 Herrera ·
18 Mariño ·
Coach: Milla